# Hülperode

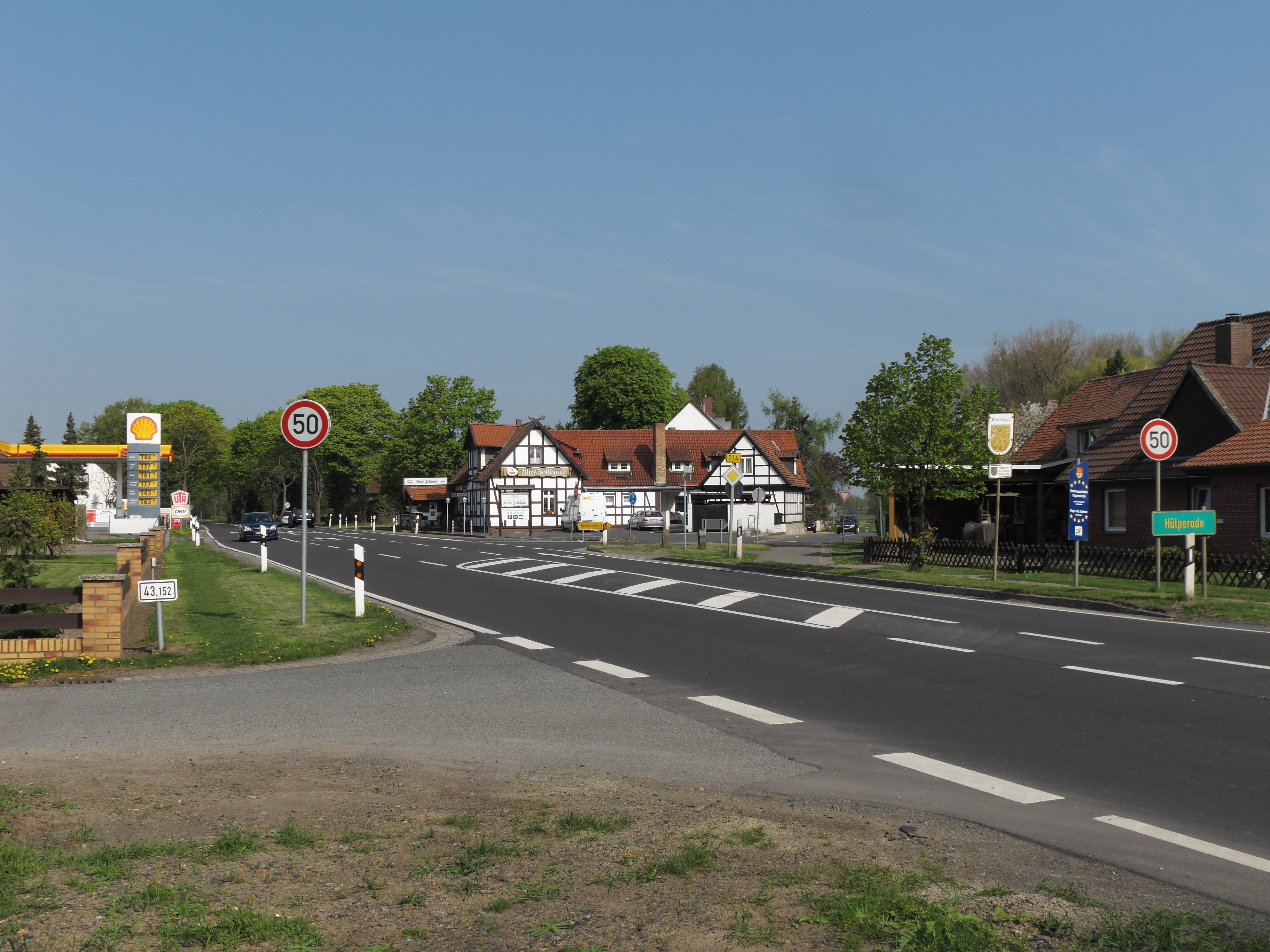
Hülperode

Hülperode ist ein Wohnplatz des Ortsteils Rothemühle der Gemeinde Schwülper in Niedersachsen.
Hülperode ist der südlichste Ort im Landkreis Gifhorn und liegt unmittelbar an der Stadtgrenze zu Braunschweig. Durch Hülperode führt die Bundesstraße 214, so dass der Ort stark vom Durchgangsverkehr geprägt ist. Zur Infrastruktur von Hülperode gehört eine Tankstelle und das Hotel Altes Zollhaus. Busse der Braunschweiger Verkehrs-GmbH fahren von Montag bis Sonntag von Hülperode bis nach Braunschweig und Groß Schwülper. Die erste bekannte Erwähnung von Rothemühle datiert auf das Jahr 1196, ein in Klein Schwülper aufgestellter Gedenkstein erinnert daran. Vor dem 1. März 1974 gehörte Hülperode zur Gemeinde Klein Schwülper.